# Thrombidae
Los trómbidos (Thrombidae) son una familia de demosponjas del orden Astrophoirda.

## Taxonomía
Contiene dos géneros:
- Thrombus Solla, 1886
- Yucatania Gómez, 2006